# Alcide Dessalines d’Orbigny

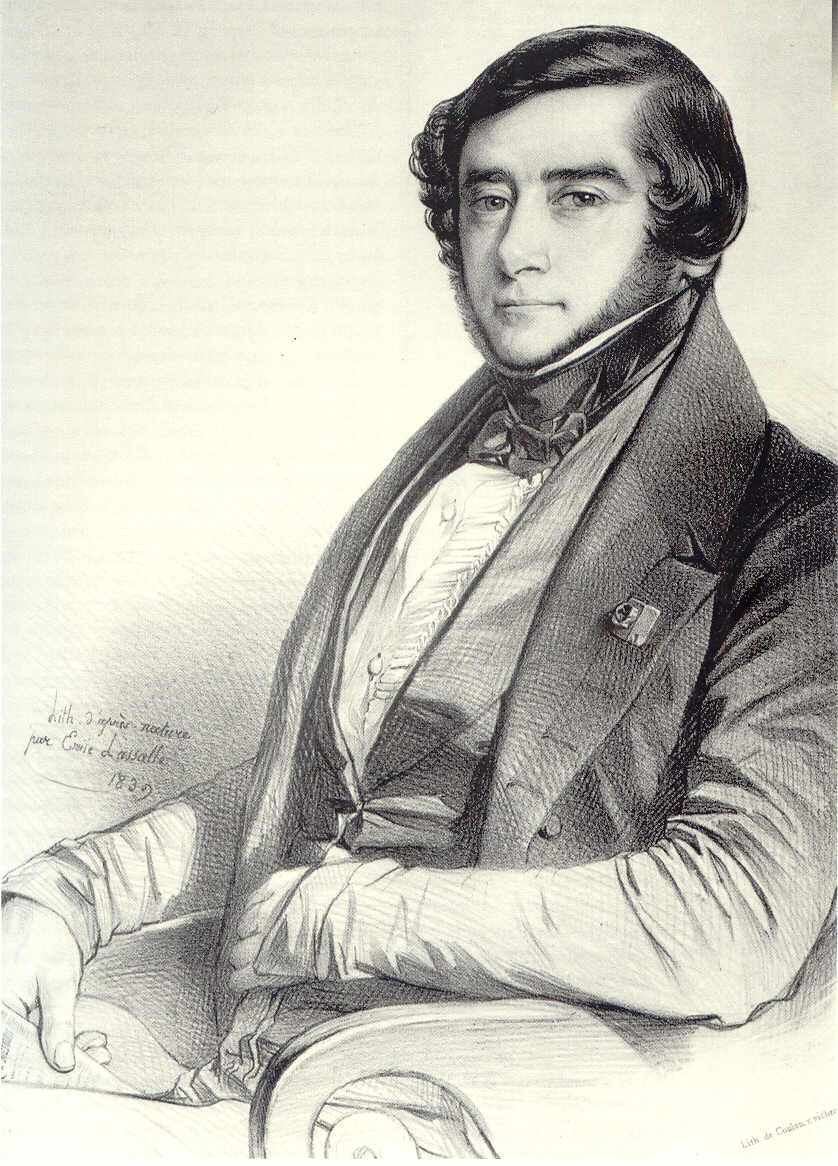
Alcide Dessalines d’Orbigny

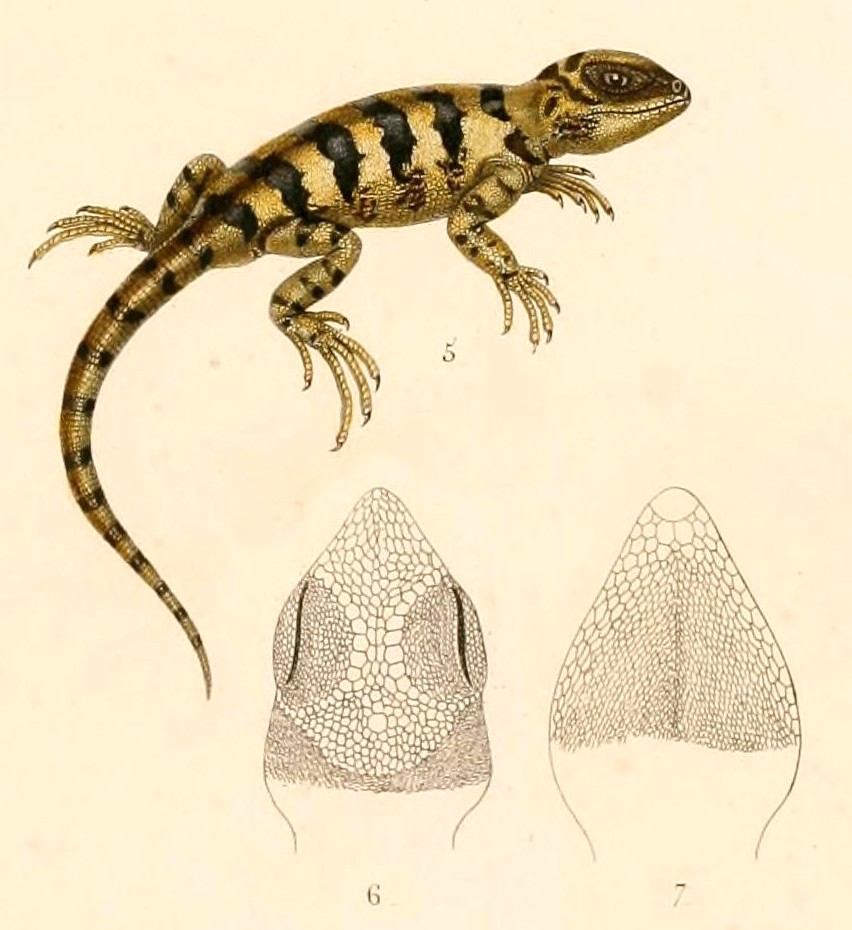
Zeichnung des Leiosauriden Pristidactylus fasciatus von d’Orbigny

Alcide Charles Victor Marie Dessalines d’Orbigny (* 6. September 1802 in Couëron im Département Loire-Atlantique, nahe Nantes; † 30. Juni 1857 in Pierrefitte-sur-Seine, nahe Paris) war ein französischer Naturwissenschaftler, der auf den Gebieten der Zoologie, Paläontologie, Geologie, Archäologie und Anthropologie arbeitete. Er gilt als Begründer der Mikropaläontologie. Sein offizielles botanisches Autorenkürzel lautet „A.D.Orb.“

## Leben und Wirken
D’Orbigny verbrachte seine Jugend in La Rochelle, wo er Meerestiere untersuchte. Sein besonderes Interesse galt den Kleinstlebewesen, die er unter dem Mikroskop untersuchte. Er arbeitete dabei mit Forschern des Muséum national d’histoire naturelle (MNHN) in Paris zusammen. 1826 wurden seine Studien unter dem Titel Tableau méthodique de la classe des Céphalopodes veröffentlicht, durch die die Klasse der Foraminiferen eingeführt wurde.
Ab 1826 nahm er an einer siebenjährigen Forschungsreise des MNHN nach Südamerika teil, die ihn nach Brasilien, Argentinien, Paraguay, Chile, Peru und Bolivien führte. Er kehrte mit einer umfangreichen Sammlung an Proben zurück und beschrieb seine Entdeckungen in Voyage dans l’Amérique Méridionale (9 Bände, 1835–47).
In der Folgezeit konzentrierte er sich auf die Erforschung von wirbellosen Tieren insbesondere der Klassifizierung und stratigraphischen Einordnung von Arten aus der Jura- und Kreidezeit. Er definierte einige geologische Schichtstufen (wie z. B. Kimmeridgium, Oxfordium, Callovium zur Feingliederung des Jura), deren Namen heute noch in der internationalen Stufengliederung verwendet werden.
1840 begann er die systematische Beschreibung von Fossilien in Frankreich und veröffentlichte La Paléontologie Française (8 Bände, 1840–60).
1849 veröffentlichte er eine weitere bedeutende Arbeit mit dem Titel Prodrome de Paléontologie Stratigraphique Universelle [...] (3 Bände, 1849–52), in der er 18.000 verschiedene Arten beschrieb.
1853 wurde er zum Professor für Paläontologie am Muséum national d’histoire naturelle ernannt.
D’Orbigny verstarb am 30. Juni 1857 nach einjähriger Krankheit in Pierrefitte-sur-Seine, einem Vorort von Paris.
Sein Bruder Charles Henry Dessalines d’Orbigny war auch ein bekannter Naturforscher.

## Ehrungen
Ihm zu Ehren wurde die Gattung Orbignya Mart. ex Endl. aus der Pflanzenfamilie der Palmengewächse (Arecaceae) benannt. Vermutlich ist die Gattung Orbignesius Bonaparte, 1855 ein Synonym für die Eigentlichen Kotingas (Cotinga Brisson, 1760).
Isidore Geoffroy Saint-Hilaire und René Primevère Lesson ehrten ihn 1831 im Namen des Graubrust-Höhenläufers (Thinocorus orbignyianus), Ludwig Reichenbach im Namen des Rostbürzelcanasteros (Asthenes dorbignyi),
Charles de Souancé 1856 im Namen des Andensittichs (Bolborhynchus orbygnesius) und Frédéric de Lafresnaye 1845 im Namen des Orbignyzwergspechts (Picumnus dorbignyanus). Charles Lucien Jules Laurent Bonaparte hatte bereits 1854 den Namen für den Andensittich verwendet, doch da die Beschreibung fehlt gilt dieser als Nomen nudum. Als Charles de Souancé 1857 Iconographie des perroquets in der Tafel 24 und dem dazugehörigen Text Balborynchus Orbignesia beschrieb, handelt es sich dabei um eine andere Art und so musste mit der Zitronensittich-Unterart (Psilopsiagon aurifrons margaritae (Berlioz & Dorst}, 1956)) nach den Internationalen Regeln für die Zoologische Nomenklatur ein neuer Name gefunden werden. Hermann Schlegel widmete ihm 1837 die Dipsadinae-Art Apostolepis dorbignyi, André Marie Constant Duméril & Gabriel Bibron 1839 die Zwergtejus-Art Bachia dorbignyi und 1841 die Kröten-Art Rhinella dorbignyi, Bibron 1854 die Dipsadinae-Art Xenodon dorbignyi, Julio Germán Koslowsky 1898 die Liolaemidae-Art Liolaemus dorbignyi, Julio Rafael Contreras Roqué und seine Frau Amalia Nelida Chialchiaporsupermanentey de Contreras 1984 die D’Orbigny-Kammratte (Ctenomys dorbignyi), François Louis Nompar de Caumont de La Force 1855 den Genetzten Süßwasser-Stechrochen (Potamotrygon orbignyi).
Außerdem findet sich sein Name in der Tropfenstirn-Baumsteiger-Unterart (Xiphorhynchus guttatoides dorbignyanus (Pucheran & Lafresnaye, 1850)), der Rostbauch-Hakenschnabel-Unterart (Diglossa sittoides dorbignyi (Boissonneau, 1840)) und der Gelbschnabel-Buschammer-Unterart (Arremon flavirostris dorbignii (Sclater, PL, 1856)).
Trochilus d'orbignyi Bourcier & Mulsant, 1846 gilt heute als Synonym für den Blaustirn-Höschenkolibri (Eriocnemis glaucopoides (d'Orbigny & Lafresnaye, 1838)), Larus dobrignyi Audouin, 1826 als Synonym für vermutlich die Weißbart-Seeschwalbe (Chlidonias hybrida (Pallas, 1811)),  Onychorhynchus coronatus orbignyianus Carriker, 1935 als Synonym für die Kronentyrann-Unterart ( Onychorhynchus coronatus castelnaui Deville, 1849), Cathartes orbignyi Sztolcman, 1925 als Synonym für den Truthahngeier (Cathartes aura (Linnaeus, 1758)), Mytilus orbignyanus Hupé, 1854 als Synonym für Aulacomya atra (Molina, 1782).

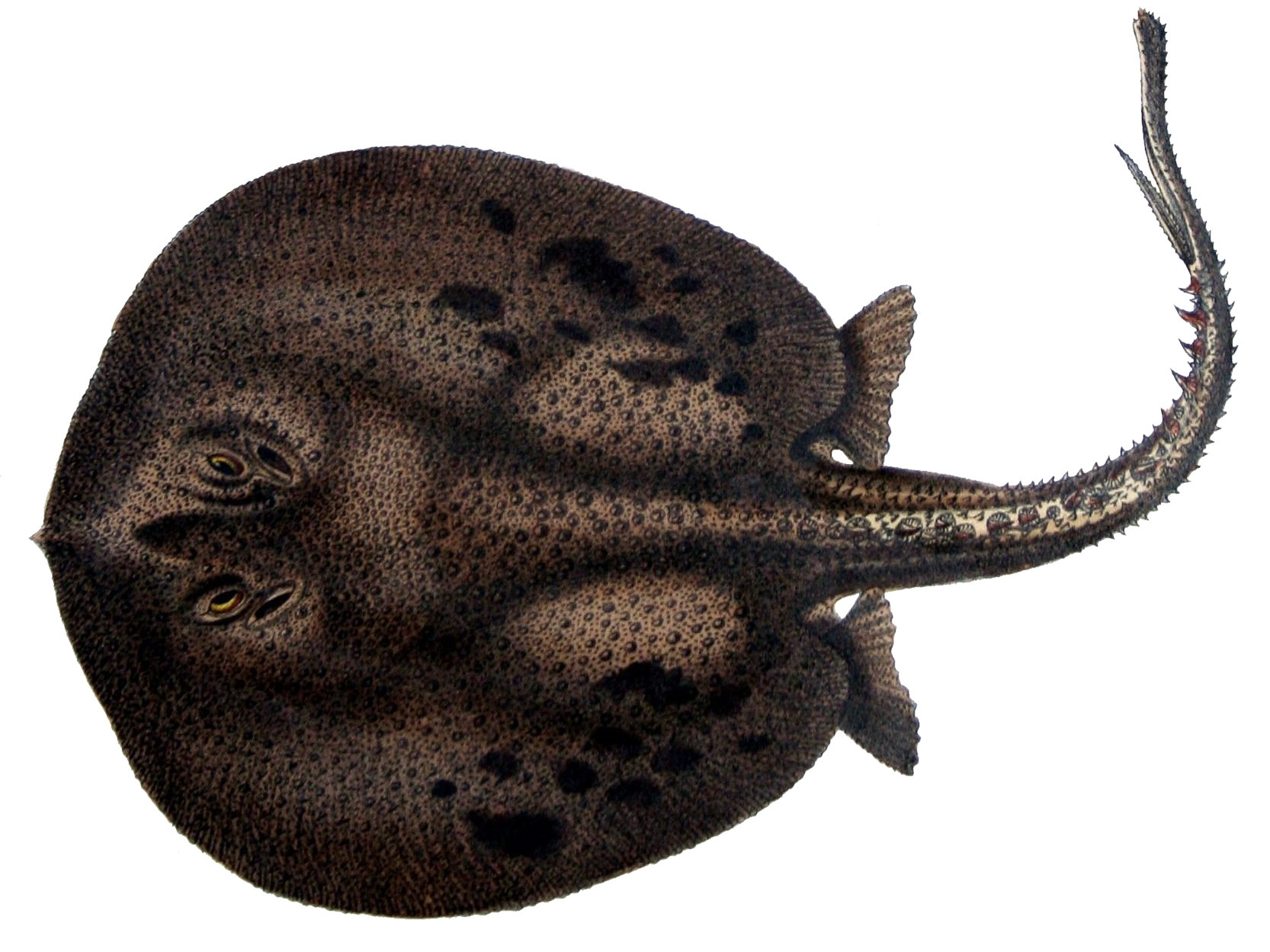
Genetzter Süßwasser-Stechrochen illustrier von Paul Louis Oudart als Teil der Erstbeschreibung
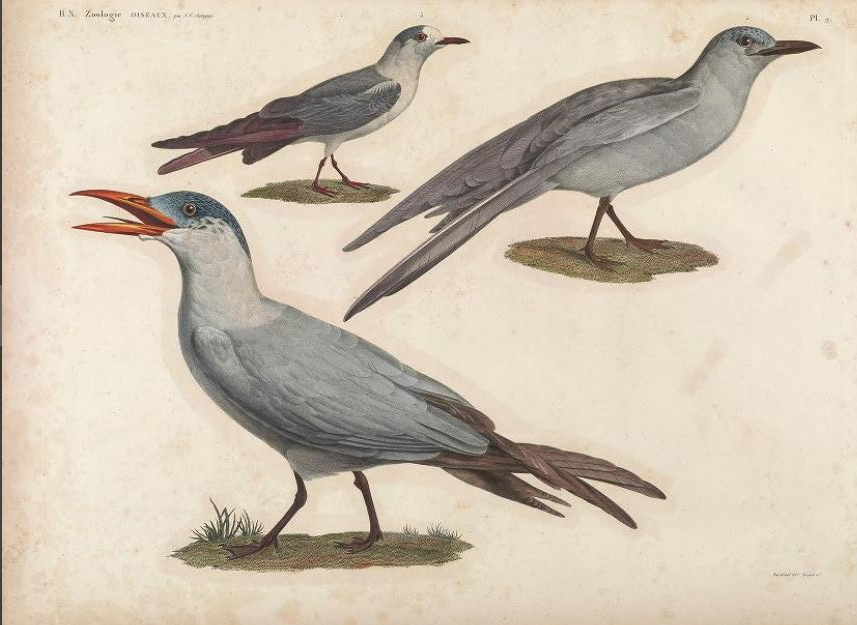
Larus dobrignyi
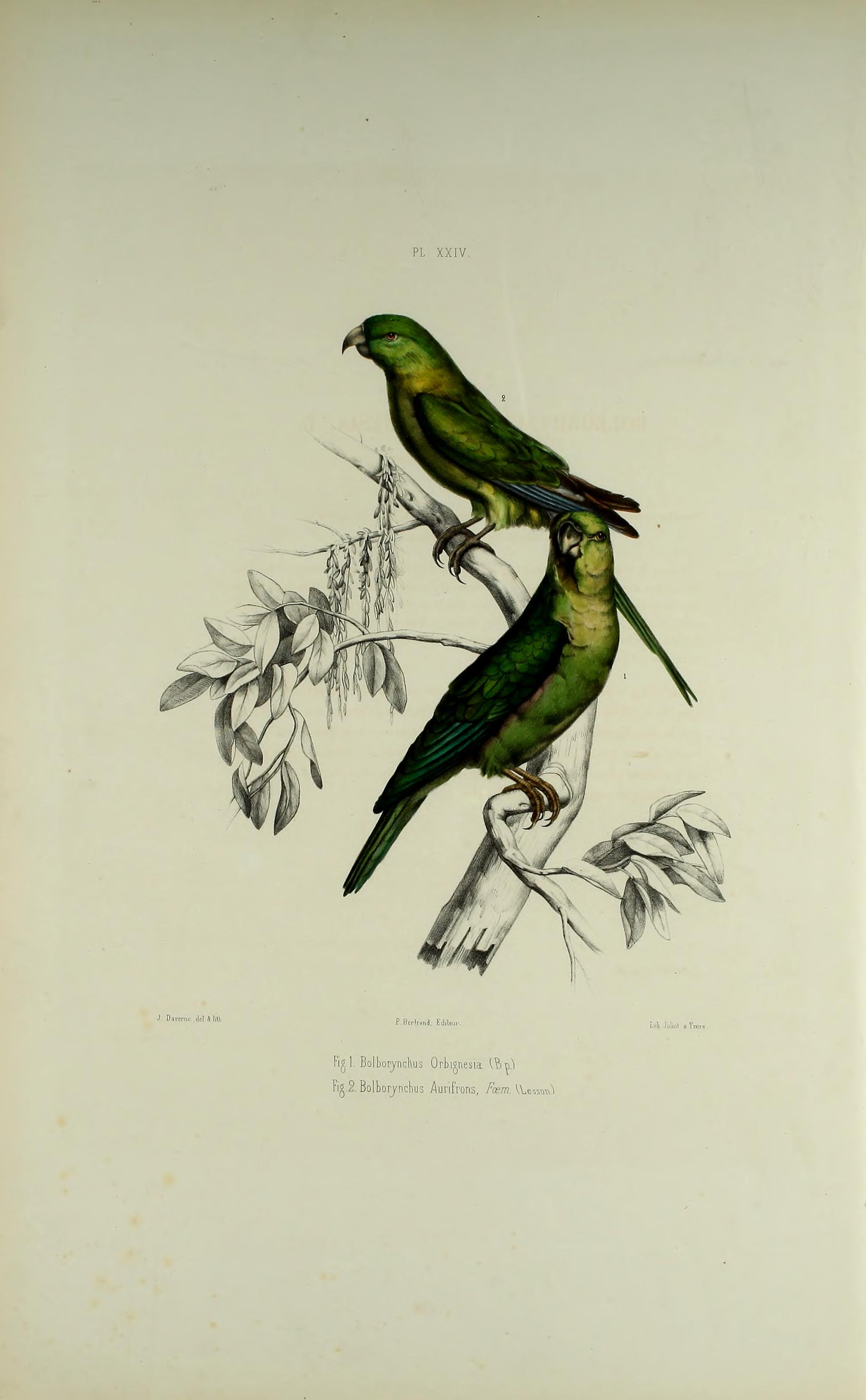
Zitronensittich illustriert von Jean François Michel Daverne (1820–1898) als Bolborhynchus Orbignesia
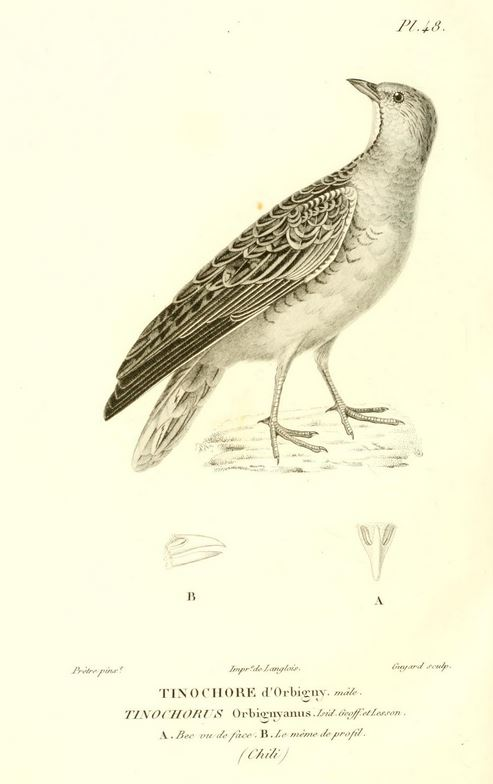
Graubrust-Höhenläufer illustriert von Jean-Gabriel Prêtre
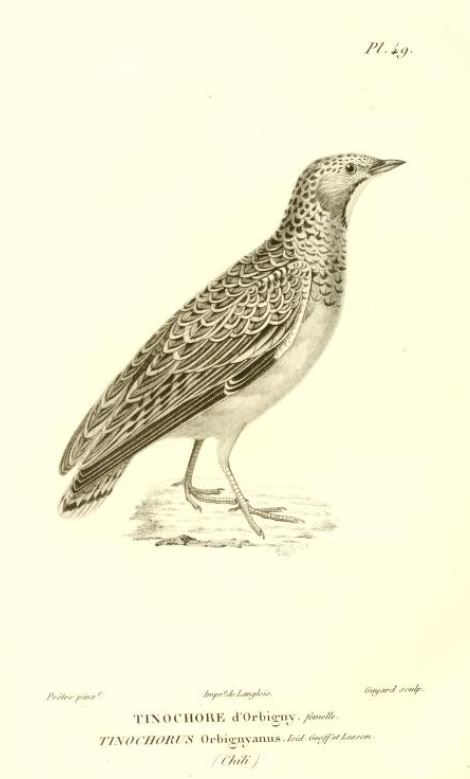
Graubrust-Höhenläufer illustriert von Prêtre
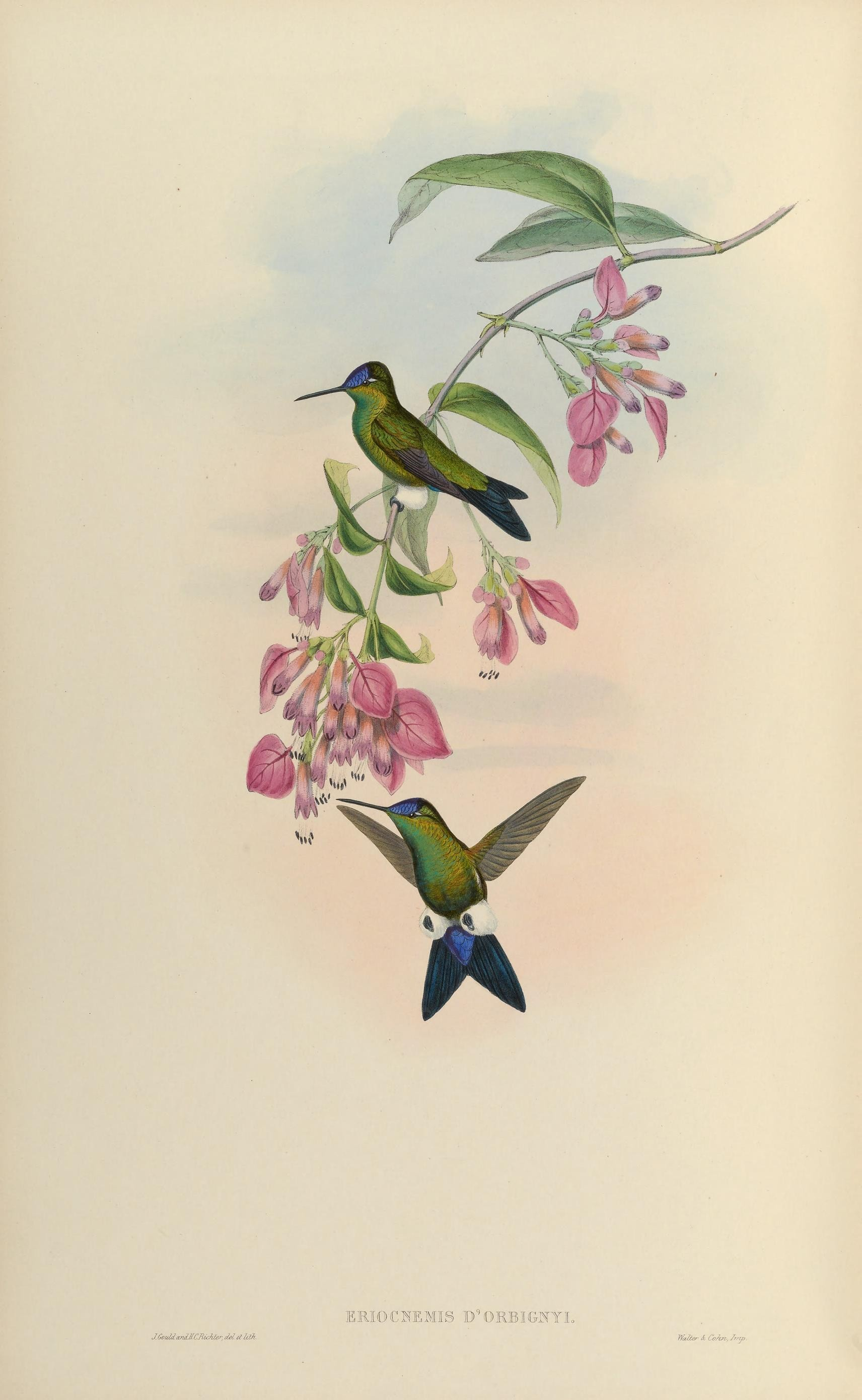
Eriocnemis D'Orbignyi illustriert von John Gould & Henry Constantine Richter (Syn: Blaustirn-Höschenkolibri)

## Mitgliedschaften
Als 1838 Société Cuvierienne gegründet wird, war er eines der 140 Gründungsmitglieder der Gesellschaft.

## Werke
- Die fossilen Foraminiferen des tertiären Beckens von Wien; entdeckt von Herrn Jos. v. Hauer … und beschrieben von Alcide d'Orbigny / Foraminifères fossiles du Bassin tertiaire de Vienne (en Autriche) decouverts par Jos. de Hauer et decrits par Alcide d'Orbigny. Paris 1846 (Digitalisat)
- L’Homme Américain (de l’Amérique Méridionale) considéré sous ses Rapports physiologiques et moraux, 2 Bände, Paris: Pitois-Levrault et Cie 1839. (Digitalisat: Band 1, Band 2)
- Voyage dans l'Amérique méridionale : L'Argentine, La Découvrance Édition, 2006, ISBN 978-2-84265-432-0
- Voyage dans l'Amerique méridionale : Pampas - Patagonie, La Découvrance Édition, 2007, ISBN 978-2-84265-442-9
- Fragment d'un voyage au centre de l'Amerique Méridionale: Contenant des considerations sur la navigation de l'Amazone et de la Plata, et sur les anciennes missions des provinces de Chiquitos et de Moxos (Bolivia), Nabu Press, 2010, ISBN 978-1-142-20651-2
- Voyage Dans Les Deux Ameriques: Augment de Renseignements Exacts Jusqu'en 1853 Sur Les Diffrents Tats Du Nouveau Monde, Nabu Press, 2010, ISBN 978-1-143-91605-2
- editiert von Gilles Béraud, Enric Miret, Daniel Dory: Lettres d'Amérique d'Alcide d'Orbigny, Rumeur des Ages, 2002, ISBN 978-2-84327-074-1
- mit Gustave Honor Cotteau, Gaston Saporta: Paléontologie Française: Description Des Mollusques Et Rayonnés Fossiles, Band 1, Nabu Press, 2010, ISBN 978-1-142-82388-7
- mit Gustave Honor Cotteau, Gaston Saporta: Paléontologie Française: Description Des Mollusques Et Rayonnés Fossiles, Band 2, Nabu Press, 2010, ISBN 978-1-145-24767-3
- mit Gustave Honor Cotteau, Gaston Saporta: Paléontologie Française: Description Des Mollusques Et Rayonns Fossiles, Band 3, Nabu Press, 2010, ISBN 978-1-148-44639-4
- mit Gustave Honor Cotteau, Gaston Saporta: Paléontologie Française: Description Des Mollusques Et Rayonnés Fossiles, Band 4, Nabu Press, 2010, ISBN 978-1-144-30934-1
- mit Gustave Honor Cotteau, Gaston Saporta: Paléontologie Française: Description Des Mollusques Et Rayonnés Fossiles, Band 6, Nabu Press, 2010, ISBN 978-1-144-19202-8
- mit Gustave Honor Cotteau, Gaston Saporta: Paléontologie Française: Description Des Mollusques Et Rayonnés Fossiles, Band 7, Nabu Press, 2010, ISBN 978-1-174-61255-8
- mit Gustave Honor Cotteau, Gaston Saporta: Paléontologie Française: Description Des Mollusques Et Rayonnés Fossiles, Band 9, Nabu Press, 2010, ISBN 978-1-142-78430-0
- mit Gustave Honor Cotteau, Gaston Saporta: Paléontologie Française: Description Des Mollusques Et Rayonnés Fossiles, Band 10, Teil 1, Nabu Press, 2010, ISBN 978-1-146-96923-9
- mit Gustave Honor Cotteau, Gaston Saporta: Paléontologie Française: Description Des Mollusques Et Rayonnés Fossiles, Band 10, Teil 2, Nabu Press, 2010, ISBN 978-1-149-82105-3
- mit Gustave Honor Cotteau, Gaston Saporta: Paléontologie Française: Description Des Mollusques Et Rayonnés Fossiles, Band 11, Teil 1, Nabu Press, 2010, ISBN 978-1-146-45677-7